# 特羅爾魏爾湖
47°39′56″N 10°33′55″E / 47.66565°N 10.5652873°E

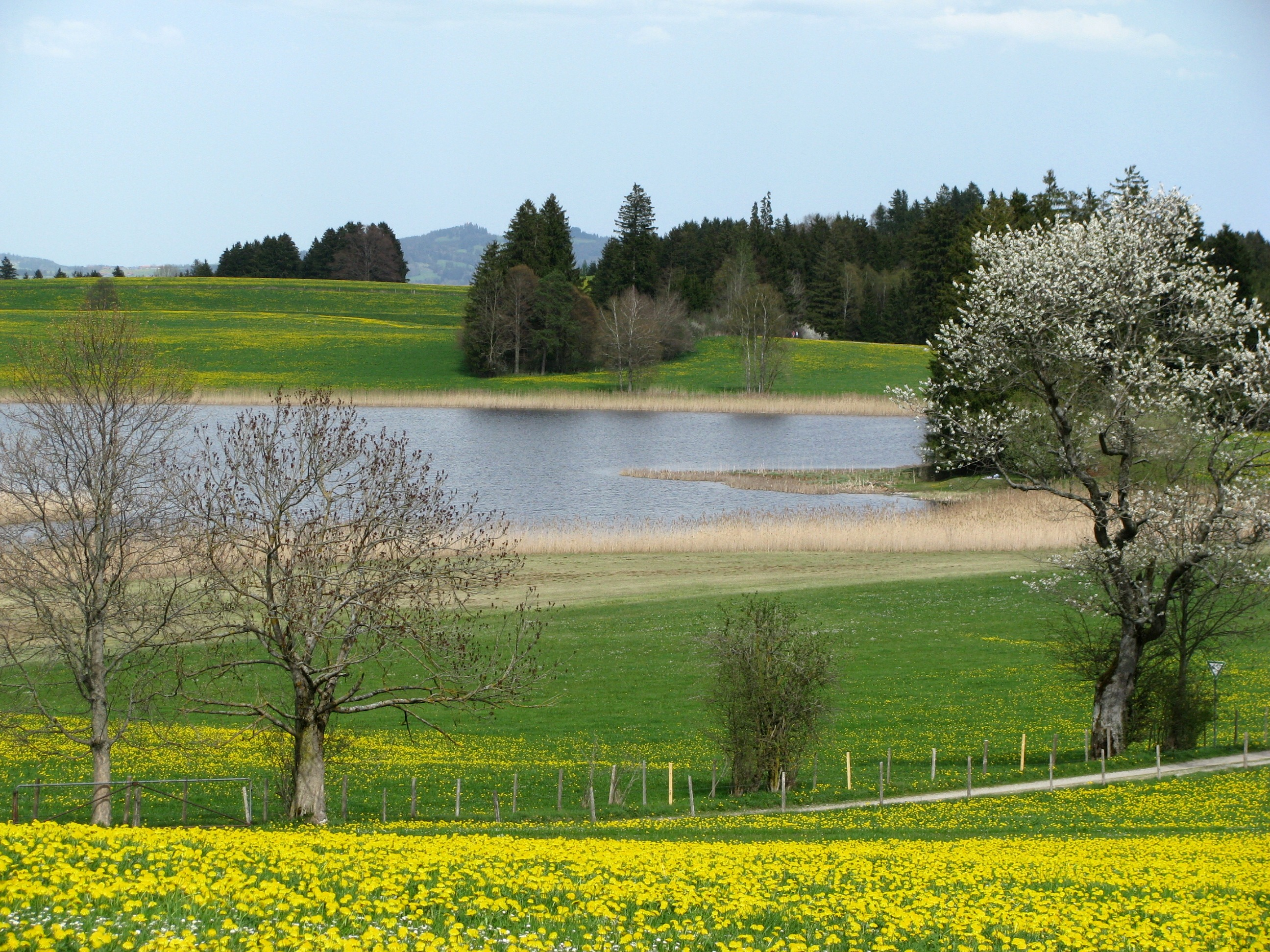

特羅爾魏爾湖（德語：Trollweiher），是德國的湖泊，位於該國東南部，由巴伐利亞州負責管轄，處於東阿爾高縣，距離肯普滕約18公里，長0.7公里、寬0.4公里，面積0.08平方公里，海拔高度840米。